# Dimorphanthera
Genre
Dimorphanthera est un genre de plantes à fleurs de la famille des Ericaceae, pour la plupart originaires de Nouvelle-Guinée ou de ses alentours. 
Proches des airelles, ce sont des plantes des régions chaudes et humides, plus ou moins grimpantes, dont les fleurs sont en forme de tube.

## Caractéristiques

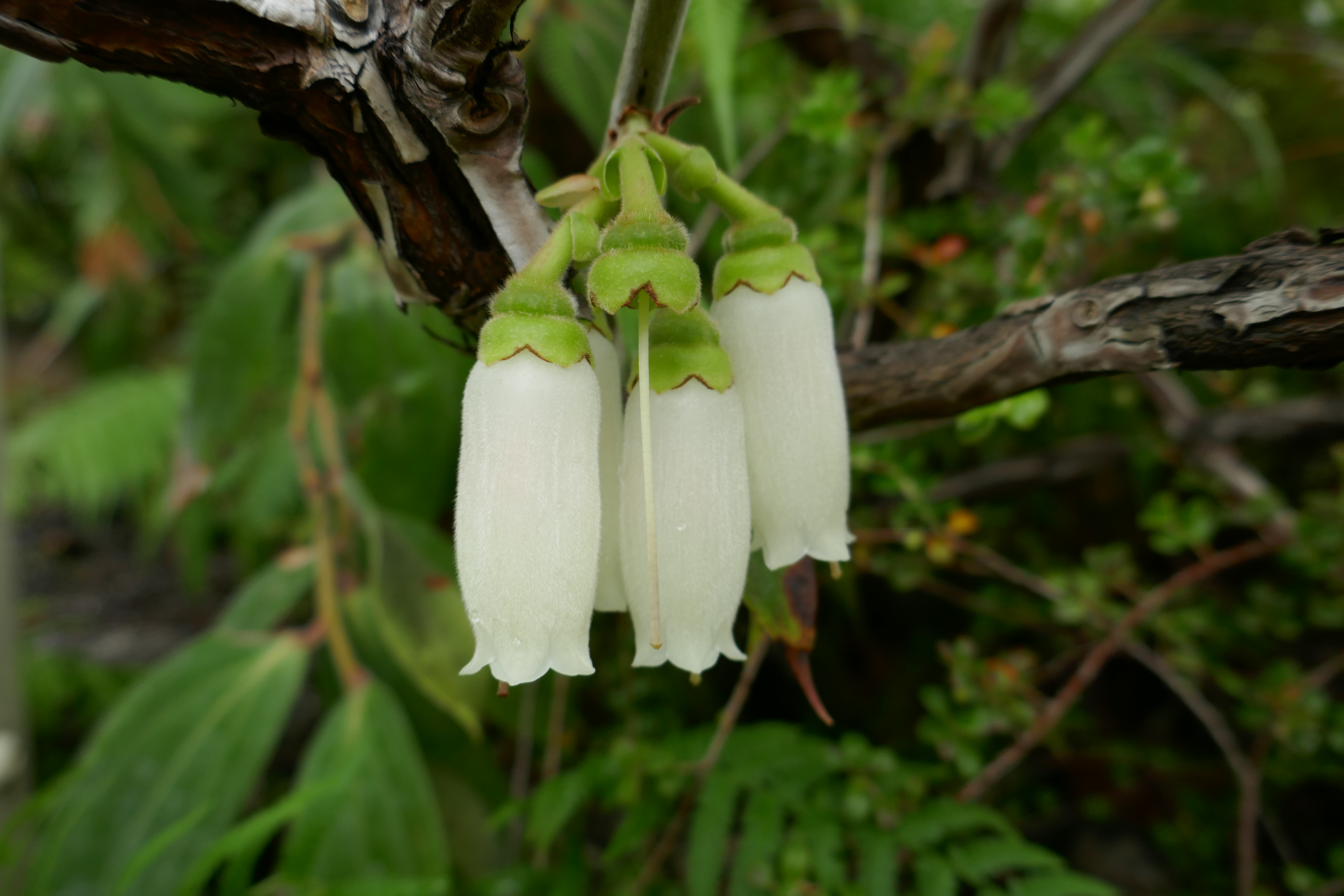
Dimorphanthera amoena.

Les espèces de plantes de ce genre forment des buissons, de petits arbres ou parfois même des lianes. Toutes se servent d'autres espèces de plantes, comme tuteur ou pour grimper.
Les fleurs en forme de tube sont attractives pour les oiseaux, leurs probables pollinisateurs, elles vont du violet au vert, en passant par le rouge et le blanc, selon les espèces. Les anthères, caractéristiques, sont ligneuses et dissemblables, ce qui distingue ces plantes des Agapetes, Vaccinium et Paphia, d'autres éricacées proches des Rhododendrons, avec lesquelles on les a souvent confondues.
Les fruits, d'abord verts puis virant au noir au mûrissement, font penser aux myrtilles du genre Vaccinium voisin.

## Classification
Décrit en 1889 sous le basionyme de Agapetes subg. Dimorphanthera par Carl Georg Oscar Drude (1852-1933) à la suite des travaux de Ferdinand Jacob Heinrich von Mueller (1825-1896), ce sous-genre d'Agapetes (parfois inclus dans Vaccinium L.) a été élevé au rang de genre par Mueller en 1890,.
En classification phylogénétique APG III (2009) ce genre est assigné à la famille des Ericaceae, éventuellement dans la sous-famille des Vaccinioideae, tribu des Vaccinieae.

### Étymologie
Di-morph-anthera est composé de di, deux, morphus, forme, et anthera, anthère. Ce nom fait référence aux anthères qui sont de deux tailles différentes, contrairement à l'habitude. 

### Liste d'espèces
Selon GRIN (13 juin 2017) :
- Dimorphanthera amoena Sleumer
- Dimorphanthera brassii Sleumer
- Dimorphanthera collinsii Sleumer
- Dimorphanthera denticulifera Sleumer
- Dimorphanthera fissiflora (Sleumer) P. F. Stevens
- Dimorphanthera kempteriana Schltr.
- Dimorphanthera leucostoma Sleumer
- Dimorphanthera microphylla Sleumer
- Dimorphanthera moorhousiana F. Muell.

Selon The Plant List (13 juin 2017) :
- Dimorphanthera alba J.J.Sm.
- Dimorphanthera albida P.F.Stevens
- Dimorphanthera albiflora Schltr.
- Dimorphanthera alpina J.J.Sm.
- Dimorphanthera alpivaga Sleumer
- Dimorphanthera amblyornidis (Becc.) F.Muell.
- Dimorphanthera amoena Sleumer
- Dimorphanthera amplifolia (F.Muell.) P.F.Stevens
- Dimorphanthera anchorifera J.J.Sm.
- Dimorphanthera angiliensis P.F.Stevens
- Dimorphanthera anomala P.F.Stevens
- Dimorphanthera antennifera P.F.Stevens
- Dimorphanthera apoana (Merr.) Schltr.
- Dimorphanthera beccariana (Koord.) J.J.Sm.
- Dimorphanthera brachyantha Sleumer
- Dimorphanthera bracteata P.F.Stevens
- Dimorphanthera brevipes Schltr.
- Dimorphanthera calodon Sleumer
- Dimorphanthera collinsii Sleumer
- Dimorphanthera continua (P.F.Stevens) P.F.Stevens
- Dimorphanthera cornuta J.J.Sm.
- Dimorphanthera crassifolia Sleumer
- Dimorphanthera cratericola P.F.Stevens
- Dimorphanthera dekockii J.J.Sm.
- Dimorphanthera denticulifera Sleumer
- Dimorphanthera doctersii J.J.Sm.
- Dimorphanthera dryophila Sleumer
- Dimorphanthera elegantissima K.Schum.
- Dimorphanthera eymae Sleumer
- Dimorphanthera forbesii (F.Muell.) F.Muell.
- Dimorphanthera glauca P.F.Stevens
- Dimorphanthera hirsutiflora Sleumer
- Dimorphanthera ingens (Sleumer) P.F.Stevens
- Dimorphanthera inopinata P.F.Stevens
- Dimorphanthera intermedia J.J.Sm.
- Dimorphanthera kalkmanii Sleumer
- Dimorphanthera kempteriana Schltr.
- Dimorphanthera keysseri (Schltr. ex Diels) P.F Stevens
- Dimorphanthera lancifolia Sleumer
- Dimorphanthera latifolia Schltr.
- Dimorphanthera leucostoma Sleumer
- Dimorphanthera longifolia Kaneh. & Hatus.
- Dimorphanthera longistyla P.F.Stevens
- Dimorphanthera macbainii (F.Muell.) P.F Stevens
- Dimorphanthera macleaniifolia Wernham
- Dimorphanthera magnifica Sleumer
- Dimorphanthera megacalyx Sleumer
- Dimorphanthera meliphagidum (Becc.) F.Muell. ex J.J.Sm.
- Dimorphanthera microphylla Sleumer
- Dimorphanthera miliraris J.J.Sm.
- Dimorphanthera myzomelae (Becc.) J.J.Sm.
- Dimorphanthera napuensis P.F.Stevens
- Dimorphanthera nigropunctata Sleumer
- Dimorphanthera obtusifolia Sleumer
- Dimorphanthera ovatifolia Sleumer
- Dimorphanthera papillata Stevens ex P.Royen
- Dimorphanthera parviflora J.J.Sm.
- Dimorphanthera parvifolia J.J.Sm.
- Dimorphanthera peekelii Sleumer
- Dimorphanthera prainiana (Koord.) J.J.Sm.
- Dimorphanthera pulchra J.J.Sm.
- Dimorphanthera racemosa Schltr.
- Dimorphanthera robbinsii Sleumer
- Dimorphanthera seramica Argent & Warwick
- Dimorphanthera tedentii P.F.Stevens
- Dimorphanthera thibaudifolia Sleumer
- Dimorphanthera torricellensis Schltr.
- Dimorphanthera umbellata Wernham
- Dimorphanthera vaccinioides Sleumer
- Dimorphanthera velutina Schltr.
- Dimorphanthera vestita Sleumer
- Dimorphanthera viridiflora P.F.Stevens
- Dimorphanthera vonroemeri (Koord.) J.J.Sm.
- Dimorphanthera wisselensis P.F.Stevens
- Dimorphanthera wollastonii Wernham
- Dimorphanthera womersleyi Sleumer
- Dimorphanthera wrightiana (Koord.) J.J.Sm.

## Collections
Le jardin botanique royal d'Édimbourg cultive notamment une riche collection de Dimorphanthera.